# 米蘭 (印第安納州)
米蘭（英語：Milan）是一個位於美國印第安納州里普利縣的城鎮。

## 人口
根據2010年美國人口普查的數據，米蘭的面積為5.24平方千米，當中陸地面積為5.15平方千米，而水域面積為0.09平方千米。當地共有人口1899人，而人口密度為每平方千米362人。